# Hillborough
Hillborough est une localité du comté du Kent, à l'est d’Herne Bay, en Angleterre.